# Strijkkwartet nr. 5 (Lees)
Benjamin Lees voltooide zijn Strijkkwartet nr. 5 eind 2001. Er zou er nog slechts een strijkkwartet volgen in 2005.
Net als de opvolger strijkkwartet nr. 6 componeerde Lees dit strijkkwartet voor het Cypress String Quartet. De componist was een liefhebber van de muziek van Dmitri Sjostakovitsj en Benjamin Britten. Die van Shostakovitsj vooral vanwege de stemming die zijn werk uitstraalt en Britten vanwege zijn modulering binnen de toonsoorten in één werk.
Lees’ vijfde strijkkwartet heeft hier en daar inderdaad wat weg van de strijkkwartetten van de Rus; af en toe lijkt een citaat uit diens werk verstopt te zitten in deze Amerikaanse compositie. Vooral de accenten in deel 2 lijken zo weg te komen uit het werk van de Rus en spelen een belangrijke rol tegenover de twijfelende en melodieuse hoge strijkers. De emoties van de Amerikaan zijn echter lang zo heftig niet, hetgeen dan weer de invloed is van de onderkoelde muziekstijl van Britten.
Het werk bestaat uit vier delen:
1. Measured
2. Arioso
3. Quick, quiet
4. Explosive.

Measured is het openingsdeel waarin drie thema’s met elkaar strijden. Hoewel monter hangt er een wat sombere sfeer over. Deel twee is een meer melodieus deel, met hier en daar accenten. Deel 3 is een ultra kort deel van nog geen twee minuten; het moet snel en zachtjes gespeeld worden, een combinatie die de moeilijkheid vergroot. Door de aaneenschakeling van de korte noten heeft het veel weg van De vlucht van de hommel van Nikolaj Rimski-Korsakov (voorganger van Sjostakovitsj). Het deel gaat schijnbaar zonder pauze over in deel 4 Explosive. Dat deel is wederom snel en begint in een soort fuga, vervolgens een langzamer gedeelte om dan naar het slot te spoeden.

## Eerste uitvoering
De eerste uitvoering werd gegeven door de opdrachtgever tijdens een concert op 3 maart 2002 in San Francisco waarbij tevens Brittens derde en Sjostakovitsjs zevende strijkkwartet werd gespeeld. Het werd uitgevoerd in de zogenaamde Call & Response-serie die anno 2010 ook nog loopt; standaardwerken binnen het genre strijkkwartet worden aangevuld met (minstens) een nieuw werk.

## Discografie
- Uitgave Naxos: Cypress String Quartet, opname 2002